# Snow White Hill
Snow White Hill är en kulle i Antarktis. Den ligger i Sydshetlandsöarna. Argentina, Chile och Storbritannien gör anspråk på området. Toppen på Snow White Hill är 359 meter över havet.
Terrängen runt Snow White Hill är kuperad söderut, men norrut är den platt. Havet är nära Snow White Hill åt nordväst. Trakten är glest befolkad. Närmaste befolkade plats är Commandante Ferraz Station, 17,5 kilometer sydväst om Snow White Hill. 